# Wish You Were Here (canção de Avril Lavigne)
"Wish You Were Here" é uma canção da artista canadense Avril Lavigne. Composta por Lavigne, Max Martin e Shellback, foi produzida pelos dois últimos, e lançada em 9 de setembro de 2011 pela Epic Records como terceiro single do álbum Goodbye Lullaby (2011). O trabalho também marcou a saída da cantora da RCA Records.
O videoclipe gravado para "Wish You Were Here" foi dirigido por Dave Meyers, estreando em 8 de setembro de 2011 no canal oficial de Lavigne no VEVO. Avril descreveu a gravação como diferente de vídeos de singles anteriores. A música atingiu a 84ª posição na Billboard Hot 100 e obteve destaque na Ásia, com a 3ª posição em Taiwan, 2º nas Filipinas, e na parada digital da Coreia do Sul, alcançou a 6ª colocação.

## Composição e estilo
A música foi escrita por Max Martin e Shellback em parceria com a cantora, enquanto a produção foi tratada apenas pelos dois produtores. Em entrevista por telefone para o The Caprice, Lavigne confirmou que a música poderia servir como o terceiro e possivelmente último single de Goodbye Lullaby. Já durante uma outra, agora para o Artistdirect, a artista afirmou que a canção mostrou seu lado mais vulnerável. E, ao canal MTV News, Avril falou sobre seu encontro com Martin e o trabalho em "Wish You Were Here":
Avril Lavigne disse para a revista Billboard que a canção foi escrita sobre a falta de uma pessoa, sobre quando você olha para o passado e lembra das coisas boas, de ótimos momentos. A música foi considerada pela cantora como "despojada", emocional e como uma espécie de "filha". Ainda em conversa para a revista, afirmou que chorou ao ver o vídeo e que, apesar de tudo ter sido feito propositalmente, foi verdadeiro. Os site Canadaeast ela completa que todos nós passamos por essas lembranças e momentos em algum momento de nossas vidas quando sentimos a ausência de alguém.
| “ | Ele disse algumas coisas que realmente significaram muito para mim. Ele trabalhou com tantas pessoas e além de ser um artista, é muito sensível. Nós escrevemos algumas canções muito especiais juntos. É meio difícil trabalhar com alguém novo na sua profissão, e quando eu entrei e fiz os vocais em "Wish You Were Here" Max levantou-se e disse, 'eu estou tão honrado por você estar aqui'. Foi um momento realmente especial, no qual ele me entendeu e eu o entendi. Nós ficamos conectados por um bom tempo. Ele é doce". | ” |

Em entrevista ao site Artistdirect, Avril falou sobre o real significado do single: que o escreveu para alguém que havia perdido, ainda que a tenha composto para que pessoas se identificassem com - "Trata de um olhar pra trás e relembrar os bons momentos e pensar sobre eles". A cantora também falou que o clipe era simples, porém emotivo, já que as lágrimas que borraram sua maquiagem foram reais. A moça ainda afirmou que chorou de verdade pela primeira vez enquanto cantora e que era muito fazer algo diferente. O site, por sua vez, completou que Lavigne era a maior estrela pop do século XXI. Suas músicas, de acordo com o crítico, são muito boas e deixam com vontade de ouvir novamente. "Wish You Were Here" de seu último álbum, Goodbye Lullaby, deixou uma sensação de querer mais.

## Recepção da crítica
| Críticas profissionais | Críticas profissionais |
| Avaliações da crítica  | Avaliações da crítica  |
| Fonte                  | Avaliação              |
| ---------------------- | ---------------------- |
| CBS News               | Positivo               |
| POPLine                | Negativo               |
| HitFix                 | Positivo               |
| Canada.com             | Positivo               |
| National Post          | Positivo               |

O website da CBS News  afirma que esta faixa poderia ter sido dedicada ao cantor Deryck Whibley, ex-marido de Lavigne. O Termômetro, que é uma das áreas de críticas do POPLine, fez uma séria análise contra a canção, dando a porcentagem de 50% ao afirmar que desde o terceiro álbum de estúdio, The Best Damn Thing, o público vem notando uma grande mudança no jeito com que Avril Lavigne tem posicionado sua carreira na indústria fonográfica. Uma dessas diferenças pode ser notada após os lançamentos dos singles "Girlfriend" e "What the Hell", pelos quais foi nomeada "a rainha dos revoltados". Agora, com essas canções levemente românticas e calmas, Avril mostrou um de seus dons artísticos, embora não tão originais quanto os anteriores. Na parte técnica, ela não usa notas vocais tão graves, e nem tão agudas. Os acordes são mais simples e básicos e a meta de transformar esta música em hit mundial será dificilmente alcançada, já que o site afirma que a cantora vem perdendo sua ligação com o público em geral. O site HitFix disse que o single pode salvar o álbum Goodbye Lullaby e concluiu que Lavigne "parece lindamente angustiante".
O portal Postmedia News, que utiliza o domínio Canada.com, disse que essa canção é a que mais representa o conceito do álbum e diz que esse som está cheio de arrependimento e desejo por algum homem que já não está mais aos pés dela, tudo isso com arranjos musicais de uma crua balada acústica, muito diferente de "What the Hell". O jornal canadense National Post disse que a cantora está cheia de remorso e saudade de algum homem, que dá insinuações de que seja o seu ex-marido, além de considerar a faixa como uma forte balada acústica.
A revista Capricho disse que a canção fala sobre ser forte e durona, mas saber admitir para aquela pessoa especial o que você sente. Sabe quando você já se machucou com outros relacionamentos e acaba se fechando para coisas novas.

## Videoclipe

A cena do videoclipe, mostra Lavigne sozinha com uma flor.

Em 9 de agosto, em seu site oficial, Lavigne postou fotos da gravação do clipe (dirigido por Dave Meyers), dizendo que este seria muito "cru e exposto", ao contrário de seus vídeos anteriores "What the Hell" e "Smile". e o lançamento ocorreu em 9 de setembro de 2011. O vídeo começa com Lavigne deitada sobre um piso de madeira, cercada por folhas. Ela se levanta e começa a cantar. Então, pega uma flor vermelha e passa a tirar as pétalas. Enquanto está cantando,  começa a chorar e logo depois aparece deitada em uma banheira. Ela mergulha e, de repente, se levanta e caminha cantando. Em seguida, vai desaparecendo enquanto anda em direção a uma janela.
| “ | As lágrimas são reais... sem cebola! | ” |

O clipe teve mais de 1.3 milhões de visualizações em menos de um dia no portal de vídeos do Google, YouTube. A avaliação disponibilizada no site da MTV americana parabenizou o lado meigo que Lavigne mostrou, apontando que ela apareceu mais "suave e feminina". O site Calgary Herald publicou que nos últimos videoclipes de Avril ela parecia uma delinquente juvenil, mas que nesse clipe deu um descanso e pareceu uma típica cantora de música emo. A Monsters and Critics afirmou que nessa gravação Avril não quis mostrar se há uma chance de ela se reunir novamente com seu ex-marido Deryck Whibley. Pela rede social Twitter o assunto do lançamento em 9 de setembro, esteve nos Trending Topics mundiais nos de duas cidades brasileiras, São Paulo e Rio de Janeiro, O PopDust comparou a cena em que Lavigne está na banheira com o vídeo da canção "Everytime" de Britney Spears. O site HitFix disse que o vídeo não mostra um "olhar tão estranho como ela fez no vídeoclipe de "What the Hell"."

## Divulgação

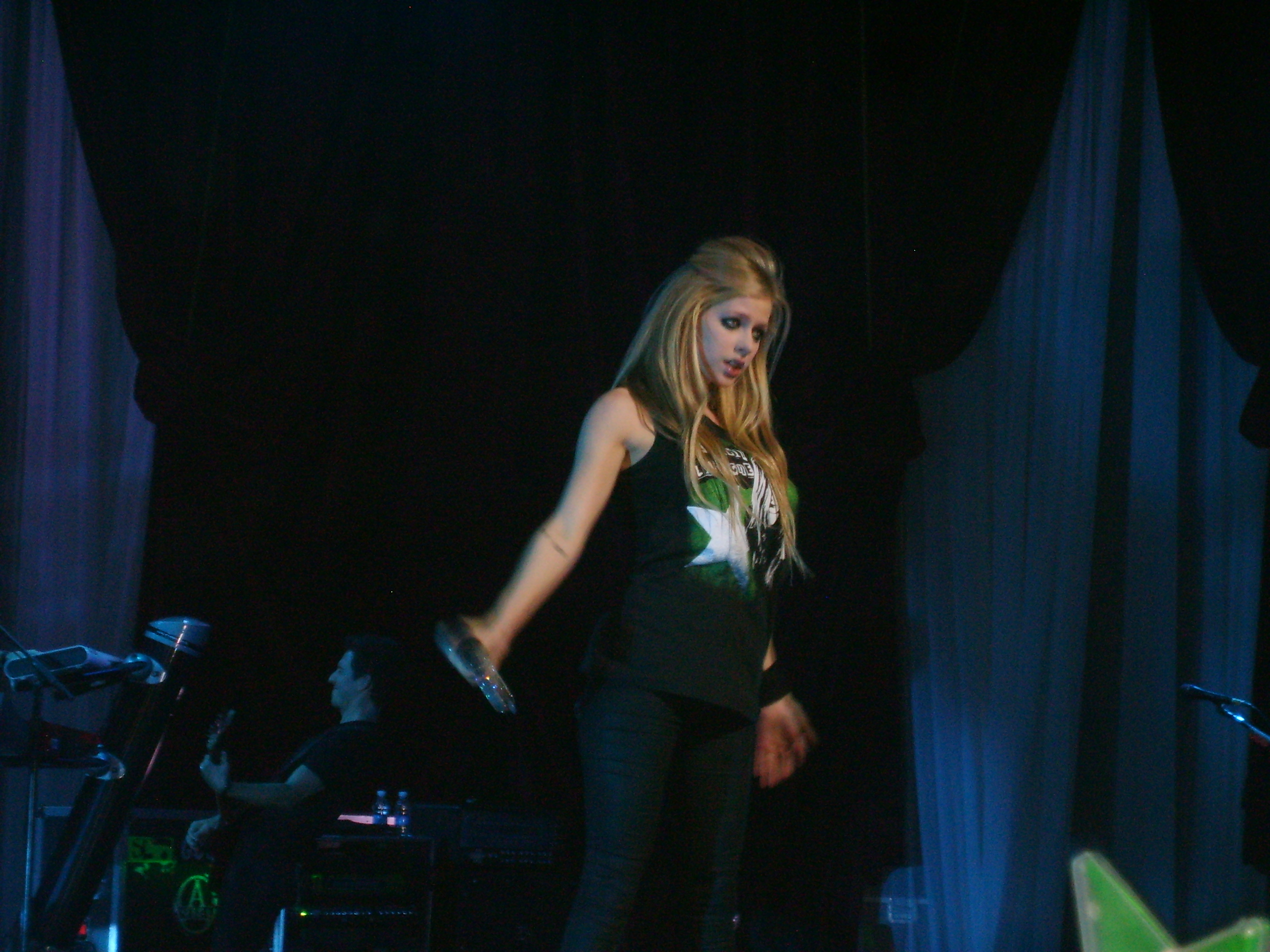
Avril durante a turnê The Black Star Tour, onde interpretou várias vezes a canção.

Em 11 de setembro, Avril agradeceu aos seus fãs da América do Sul e do Brasil pela divulgação do vídeo pela internet, já naquele momento o clipe já continha mais de 4 milhões de visualizações no You Tube. O portal Examiner.com demonstrou desapontamento afirmando que ele começava e terminava na satisfação, deixando os telespectadores querendo mais. Após duas semanas o videoclipe entrou na lista dos mais vistos do You Tube, na segunda posição, com mais de 17 milhões de visualizações. Ao lançar o single "Wish You Were Here" com conteúdo especialmente dedicado aos fãs, que além do CD poderá comprar uma camiseta ou um poster de Lavigne e ainda poderá colocar o nome registrado dos produtos. Uma outra promoção, é ao participar de um Mashup com o clipe oficial e uma criação do participante para conseguir uma viagem e um encontro com a própria cantora. Avril interpretou a faixa ao vivo no programa matinal Good Morning America da rede ABC em 22 de novembro de 2011. Avril irá também se apresentar no Macy's Thanksgiving Day Parade com participação de Daniel Radcliffe. A princípio irá cantar somente "Wish You Were Here". A cantora também fez a mesma performance no programa Live with Regis and Kelly do canal WABC-TV e finalizou com a canção "Smile".

## Faixas e formatos
A versão digital de "Wish You Were Here" contém somente a canção para download e também em versão acústica no site da Amazon, em versão do Reino Unido. No final de outubro de 2011, a Epic Records lançará uma versão de luxo do single com versões acústica de "Wish You Were Here" e o videoclipe do mesmo e "Smile" também em versão acústica. Em novembro, Avril anunciou que viria uma nova canção extra ainda não lançada — "Hello" — em versão original e acústica no single especial para fãs. Porém, após o lançamento, o single não estava constando a tal canção inédita que outrora havia publicado. Esse foi substituído por versões acústicas de "Smile" e "What the Hell".
| Download digital |                      |                                      |         |  |
| N.º              | Título               | Compositor(es)                       | Duração |  |
| 1.               | "Wish You Were Here" | Avril Lavigne, Max Martin, Shellback | 3:45    |  |
| Duração total:   | Duração total:       | Duração total:                       | 3:45    |  |

| Download digital |                                        |                                      |         |  |
| N.º              | Título                                 | Compositor(es)                       | Duração |  |
| 1.               | "Wish You Were Here"                   | Avril Lavigne, Max Martin, Shellback | 3:45    |  |
| 2.               | "Wish You Were Here" (Versão Acústica) | Avril Lavigne, Max Martin, Shellback | 3:45    |  |
| Duração total:   | Duração total:                         | Duração total:                       | 6:09    |  |

| Versão Deluxe  |                                        |                                      |         |  |
| N.º            | Título                                 | Compositor(es)                       | Duração |  |
| 1.             | "Wish You Were Here"                   | Avril Lavigne, Max Martin, Shellback | 3:45    |  |
| 2.             | "Wish You Were Here" (Versão Acústica) | Avril Lavigne, Max Martin, Shellback | 3:45    |  |
| 3.             | "Smile" (Versão acústica)              | Avril Lavigne, Max Martin, Shellback | 3:33    |  |
| 4.             | "Wish You Were Here" (Videoclipe)      | Avril Lavigne, Max Martin, Shellback | 3:46    |  |
| Duração total: | Duração total:                         | Duração total:                       | 14:49   |  |

| Versão especial para fãs |                                        |                                      |         |  |
| N.º                      | Título                                 | Compositor(es)                       | Duração |  |
| 1.                       | "Wish You Were Here"                   | Avril Lavigne, Max Martin, Shellback | 3:45    |  |
| 2.                       | "Wish You Were Here" (Versão Acústica) | Avril Lavigne, Max Martin, Shellback | 3:45    |  |
| 3.                       | "Smile" (Versão acústica)              |                                      |         |  |
| 4.                       | "What the Hell" (Versão acústica)      |                                      |         |  |

## Desempenho nas tabelas musicais
Na Coreia do Sul, devido ao grande desempenho nas vendas digitais, a canção alcançou a 6ª colocação na Gaon. No Japão, o single apareceu primeiramente na parada digital do RIAJ, na 22ª posição, ficando na 90ª posição na Japan Hot 100, e nas 31ª e 60ª na Osakan Hot 100 e Tokio Hot 100, respectivamente. Uma semana após ser lançado na nação asiática, estreou na Bélgica na 25ª na região de Top Flanders, e na 48ª posição no Top Wallonia. Nos Estados Unidos, o single chegou na 84ª posição da Billboard Hot 100 e na 64ª no Canadá.